# Marco Reich
Marco Reich (Meisenheim, 30 de Dezembro de 1977) é um ex-futebolista alemão que atua como meio-campista.

## Títulos
1. FC Kaiserslautern
- Copa da Alemanha (1): 1996
- Campeonato Alemão de Futebol (1): 1998

 Werder Bremen
- Campeonato Alemão de Futebol (1): 2004

 Jagiellonia Białystok
- Copa da Polônia de Futebol (1): 2010